# CBS Corporation
CBS Corporation foi uma empresa multinacional de mídia estadunidense, atuante em radiodifusão, editoração e produção audiovisual. Sua formação ocorreu em 31 de dezembro de 2005, quando sucedeu legalmente a Viacom, após a cisão desta em duas empresas. Ambas, a CBS Corporation e a nova Viacom, eram controladas pela National Amusements, pertencente a Sumner Redstone.
A CBS Corporation abrangia ativos de televisão aberta, como as redes CBS e The CW, além de empresas voltadas à produção e distribuição de televisão, publicações, televisão por assinatura e gravação. Com sede no CBS Building em Midtown Manhattan, na cidade de Nova York, ela figurava como a oitava maior empresa de entretenimento do mundo em termos de receita.
Em 13 de agosto de 2019, a CBS Corporation anunciou sua intenção de se fundir novamente com a Viacom, criando assim a ViacomCBS, atualmente Paramount Global. A fusão foi concretizada em 4 de dezembro de 2019.

## História
A Viacom foi criada em 1970 como uma divisão da CBS e desmembrada em 1971. No entanto, em 1999, a Viacom adquiriu a antiga empresa-mãe, que na época era chamada CBS Corporation. Em março de 2005, a Viacom anunciou planos de dividir a empresa em duas companhias de capital aberto devido a preocupações com o preço das ações.
Em 14 de junho de 2005, o conselho de administração da Viacom aprovou a divisão da empresa. A CBS Corporation foi liderada inicialmente por Leslie Moonves e incluiu a CBS, UPN, Infinity Broadcasting, Viacom Outdoor, Showtime Networks e Paramount Television, juntamente com outros estúdios televisivos.
A divisão foi estruturada de forma que a "nova" Viacom fosse separada da "velha" Viacom, que foi renomeada como CBS Corporation. Essa cisão foi concluída em 31 de dezembro de 2005, e as duas novas empresas começaram a ser negociadas na Bolsa de Valores de Nova Iorque em 3 de janeiro de 2006.
Entre 2004 e 2005, a Viacom/CBS esteve envolvida em várias transações, incluindo a aquisição da KOVR-TV da CBS em Sacramento e duas emissoras em West Palm Beach. Em 2005, a CBS adquiriu a College Sports TV por US$ 325 milhões, uma transação finalizada em janeiro de 2006.
Em 2006, a CBS firmou um acordo de vários anos com a DIC Entertainment para fornecer programação educacional, resultando no bloco KOL Secret Slumber Party in CBS. Em 24 de janeiro de 2006, a CBS Corporation e a Warner Bros. anunciaram a criação da The CW Television Network, substituindo a UPN e a The WB. Três dias depois, em 27 de janeiro, a CBS anunciou a venda da Paramount Parks, que foi concluída em 23 de maio de 2006, com a Cedar Fair Entertainment Company adquirindo os parques temáticos.
Em 7 de fevereiro de 2007, a CBS anunciou a venda de sete emissoras para a Cerberus Capital Management por US$ 185 milhões. Em 15 de maio de 2008, a CBS Interactive anunciou a aquisição da CNET Networks por US$ 1,8 bilhão.
Em 14 de fevereiro de 2013, a CBS adquiriu uma participação minoritária na AXS TV em troca de programação e marketing. Em 26 de março, a CBS e a Lionsgate entraram em um empreendimento conjunto para operar a TV Guide Network (TVGN) e TVGuide.com. Em 31 de maio, a CBS comprou a metade restante da TV Guide Digital da Lionsgate. A TVGN foi posteriormente renomeada como Pop até ser adquirida totalmente pela CBS em 12 de março de 2019.
Em 16 de julho de 2013, a CBS concordou em vender a CBS Outdoor International para a Platinum Equity por cerca de US$ 225 milhões, concluindo a venda em outubro. A divisão CBS Outdoor, que reteve as operações nas Américas, começou a ser negociada como uma empresa separada na NYSE sob a cotação "CBSO" em 28 de março de 2014. A CBS Outdoor tornou-se um trust de investimento imobiliário independente chamado Outfront Media em julho.
Em 17 de novembro de 2017, a CBS Corporation vendeu a CBS Radio para a Entercom, tornando a Entercom a segunda maior proprietária de estações de rádio nos Estados Unidos. No mesmo ano, a CBS comprou a emissora australiana Network 10, que anteriormente estava em administração voluntária.
Em novembro de 2018, a CBS Corporation ocupava a 197ª posição na lista Fortune 500 das maiores corporações dos Estados Unidos por receita. A CBS Corp. vendeu a Television City para a empresa de investimento imobiliário de Los Angeles, Hackman Capital Partners, por $750 milhões em um acordo finalizado em meados de dezembro de 2018. O acordo concede ao comprador o direito de usar o nome Television City, mantendo programas e a sede internacional da CBS no local.

### Reunião com a Viacom
Em setembro de 2016, a National Amusements enviou uma carta à empresa e à Viacom, encorajando as duas empresas a se fundirem novamente em uma única empresa. No entanto, em dezembro de 2016, o acordo foi cancelado.
Em janeiro de 2018, a CNBC relatou que a Viacom havia retomado as negociações para se fundir novamente com a CBS Corporation, após a compra da Time Warner pela AT&T e o plano da Disney de adquirir a maior parte dos ativos da 21st Century Fox, bem como a concorrência acirrada de empresas como Netflix e Amazon. Foi relatado que a empresa resultante da fusão poderia ser uma interessada em adquirir o estúdio de cinema Lionsgate, que lidava com a distribuição nos EUA e vendas globais para a CBS Films. Uma fusão poderia beneficiar o serviço de streaming da CBS, o CBS All Access, dando acesso a conteúdo das marcas principais da Viacom, como Comedy Central, MTV e Nickelodeon, além do acervo da Paramount Pictures. A presença internacional da Viacom também poderia beneficiar a distribuição do serviço.
Em março de 2018, a CBS fez uma oferta de ações ligeiramente abaixo do valor de mercado da Viacom e insistiu que sua liderança existente, incluindo o presidente e diretor-executivo de longa data, Les Moonves, supervisionasse a empresa reagrupada. A Viacom rejeitou a oferta, considerando-a muito baixa, e solicitou um aumento de US$ 2,8 bilhões, além de manter Bob Bakish como presidente e diretor de operações sob Moonves. Esses conflitos pareciam decorrer do desejo de Shari Redstone de obter mais controle sobre a CBS e sua liderança.
Finalmente, em maio de 2018, a CBS Corporation processou a National Amusements e acusou Shari Redstone de abusar de seu poder de voto e forçar uma fusão que não era apoiada nem pela CBS nem pela Viacom. A CBS também acusou Redstone de desencorajar a Verizon Communications de adquiri-la, o que poderia ter sido benéfico para seus acionistas.
Em 2019, após a renúncia de Moonves devido a alegações de assédio sexual, a National Amusements concordou em adiar qualquer proposta de fusão entre CBS e Viacom por pelo menos dois anos após a data do acordo.
Em maio de 2019, a CNBC relatou que a CBS Corporation e a Viacom explorariam discussões de fusão em meados de junho de 2019. As negociações foram facilitadas pela renúncia de Moonves, que se opunha a qualquer fusão com a Viacom.
Em 13 de agosto de 2019, a CBS e a Viacom concordaram em se fundir e criar uma nova entidade denominada ViacomCBS (agora conhecida como Paramount Global). Bob Bakish, CEO da Viacom, tornou-se presidente e CEO da nova empresa, e Joseph Ianniello, CEO da CBS, assumiu como presidente e CEO da CBS, supervisionando os ativos da CBS. Shari Redstone também se tornou a presidente do conselho da ViacomCBS. Em 29 de outubro de 2019, a National Amusements aprovou o acordo de fusão, que foi concluído em 4 de dezembro, resultando na CBS Corporation absorvendo a Viacom e mudando seu nome para ViacomCBS.

## Empresas
Quando a CBS Corporation se fundiu com a Viacom para formar a ViacomCBS (atualmente conhecida como Paramount Global) em dezembro de 2019, os ativos da CBS Corporation incluíam uma variedade de propriedades e operações de mídia, como:

### CBS Entertainment
- CBS
  - CBS News
    - CBS News Radio

  - CBS Sports
    - CBS Sports Network
    - CBS Sports Radio
- The CW (50%, em associação com a Warner Bros., da WarnerMedia)
  - The CW Plus
  - The CW Daytime
  - CW Seed
- Decades (50%, com Weigel Broadcasting)
- CBS Television Studios
  - Big Ticket Television
  - CBS Eye Animation Productions[41]
    - Late Night Cartoons, Inc.
- CBS Global Distribution Group
  - CBS Television Distribution
    - CBS Television Distribution Media Sales
    - Dabl

  - CBS Studios International
    - CBS Action (Polônia; parceria com a AMC Networks International)
    - CBS Drama (parceria com a AMC Networks International UK)
    - CBS Europa (Polônia; parceria com a AMC Networks International)
    - CBS Justice (parceria com a AMC Networks International UK)
    - CBS Reality (parceria com a AMC Networks International)
    - Horror Channel (parceria com a AMC Networks International UK)
    - Ten Network Holdings
      - Network 10
        - ATV Melbourne
        - TEN Sydney
        - TVQ Brisbane
        - ADS Adelaide
        - NEW Perth

      - 10 Peach
      - 10 Bold
      - 10 HD
      - 10 Play
      - 10 Daily
      - Spree TV (50%)
- CBS Entertainment Group
  - CBS Films
- CBS Home Entertainment
- CBS Interactive
  - CBS.com
  - CBS All Access
  - CBS Interactive Advanced Media
  - CBSNews.com
    - CBS MoneyWatch
    - CBSN

  - CBS Sports Digital
    - CBSSports.com
    - CBS Sports HQ
    - 247Sports.com
    - MaxPreps.com
    - Scout.com

  - Chowhound
  - CNET
    - CNET Video
    - Download.com
    - CNET Content Solutions

  - TV Guide Digital
  - GameSpot
    - Comic Vine
    - GameFAQs
    - GameRankings
    - Giant Bomb

  - Last.fm
  - Metacritic
  - MetroLyrics
  - MP3.com
  - mySimon
  - Search.com
  - UrbanBaby
  - TV.com
  - ZDNet
    - TechRepublic
- Watch! Magazine
- Entercom (72%)

### CBS Cable Networks
- Pop
- Showtime Networks
  - Showtime
    - Showtime 2
    - Showcase
    - Showtime Extreme
    - Showtime Beyond
    - Showtime Next
    - Showtime Family Zone
    - Showtime Women

  - The Movie Channel
    - The Movie Channel Xtra

  - Flix
  - Smithsonian Channel (parceria com Smithsonian Institution)
  - Showtime Documentary Films
  - Showtime PPV
  - Showtime Digital

### CBS Publishing

#### Simon & Schuster

###### Publicação para adultos
- Adams Media,[42] localizado em Avon, Massachusetts
- Atria Publishing Group[43]
  - 37 INK,[44] editora de autores afro-americanos e outros segmentos de diversidade
  - Atria Books, editora generalista
  - Atria Español, editora de livros em espanhol com foco em falantes de espanhol dos Estados Unidos
  - Atria Unbound, editora generalista edições de e-book da Atria
  - Beyond Words Publishing
  - Cash Money Content, uma parceria com a Cash Money Records
  - Emily Bestler Books, editora de ficção e não-ficção
  - Enliven Books, editora de livros espirituais e de bem-estar
  - Howard Books,[43] editora de livros cristãos
  - Keywords Press, editora de livros de personalidades da Internet[45]
  - Marble Arch Press, acordo de co-publicação com a editora do Reino Unido Short Books
  - One Signal Publishers, editora de não ficção fundada por Julia Cheiffetz
  - Simon Element, publica livros de não-ficção abordando tópicos básicos.
  - Strebor Books International, editora de livros afro-americanos, bem como Black Erotica
  - Washington Square Press, editora de livros de bolso de ficção clássica e contemporânea[46]
- Avid Reader Press[47]
- Gallery Books Group[43]
  - Gallery Books, editora generalista
  - Karen Hunter Publishing, selo generalista fundado pela jornalista Karen Hunter
  - Mercury Ink, acordo de co-publicação com Glenn Beck e Mercury Radio Arts
  - MTV Books, selo para jovens adultos e cultura pop
  - North Star Way Books, editora de livros de auto-ajuda com serviços adicionais para autores
  - Pocket Books,[43] selo voltado para o mercado de massa do Gallery Publishing Group
  - Pocket Star, selo de e-books do Gallery Publishing Group
  - Scout Press, editora de ficção literária
  - Threshold Editions,[43] selo conservador
  - Gallery 13, um selo de histórias em quadrinhos
- Scribner[43]
  - Scribner, editora de livros de ficção e não ficção
- Simon & Schuster[43]
  - Folger Shakespeare Library, publica livros impressos e e-books de obras de Shakespeare
  - Simon451, editora de ficção especulativa e fantasia
  - Saga Press, especializada em ficção científica e fantasia.

###### Publicação infantil
- Aladdin, editora de livros para leitores de nível médio
- Atheneum, editora de livros ilustrados, para leitores de nível médio e adolescentes
- Beach Lane Books, editora de livros ilustrados, fundada em 2008 e localizada em San Diego[48]
- Little Simon, editora de livros infantis
- Margaret K. McElderry Books, editora de ficção e não-ficção para crianças e adolescentes
- MTV Books, selo de cultura pop relançado em 2021[49]
- Paula Wiseman Books, editora de livros ilustrados, livros originais e romances para crianças
- Salaam Reads, selo para literatura infantil muçulmana da Simon & Schuster's Children's Division[50]
- Simon & Schuster Books for Young Readers, carro-chefe da Simon & Schuster's Children's Division
- Simon Pulse, editora de livros para adolescentes, lançada em 1999 como Pocket Pulse e renomeada em 2001[51][52]
- Simon Spotlight, editora focada em conteúdos licenciados para crianças

###### Outras publicações
- Viz Media

###### Áudio
- Pimsleur Language Programs, cursos de idiomas
- Simon & Schuster Audio, divisão de áudio da Simon & Schuster

### CBS Local Media
- CBS Television Stations
  - KCBS-TV 2 / KCAL-TV 9 (Los Angeles, Califórnia)
  - KOVR 13 / KMAX-TV 31 (Sacramento - Stockton - Modesto, Califórnia)
  - KPIX-TV 5 / KBCW 44 (São Francisco - Oakland - San José, Califórnia)
  - KCNC-TV 4 (Denver, Colorado)
  - WFOR-TV 4 / WBFS-TV 33 (Miami - Fort Lauderdale, Flórida)
  - WTOG 44 (St. Petersburg - Tampa, Flórida)
  - WUPA 69 (Atlanta, Geórgia)
  - WBBM-TV 2 (Chicago, Illinois)
  - WBXI-CD 47 (Indianápolis, Indiana)
  - WJZ-TV 13 (Baltimore, Maryland)
  - WBZ-TV 4 / WSBK-TV 38 (Boston, Massachussets)
  - WWJ-TV 62 / WKBD-TV 50 (Detroit / Windsor, Ontário)
  - WCCO-TV 4 / KCCW-TV 12 (Walker - Minneapolis - Saint Paul, Minnesota)
  - WCBS-TV 2 / WLNY-TV 55 (Riverhead - Nova York, Nova York)
  - KYW-TV 3 / WPSG 57 (Filadélfia, Pensilvânia)
  - KDKA-TV 2 / WPCW 19 (Jeannette - Pittsburgh, Pensilvânia)
  - KTVT 11 / KTXA 21 (Fort Worth - Dallas, Texas)
  - KSTW 11 (Tacoma - Seattle, Washington)
- CBS Local Digital Media
  - CBS Local
  - CBS Local Sports

### Outros
- CBS Broadcast Center
- CBS Building
- CBS Consumer Products
- CBS Experiences
- CBS Operations Inc.
- CBS Sporting Club
- CBS Studio Center
- CBS VFX
- CBS Vision
- Ed Sullivan Theater
- Westinghouse Licensing Corporation